# Asplenium pagesii
Asplenium pagesii är en svartbräkenväxtart. Asplenium pagesii ingår i släktet Asplenium och familjen Aspleniaceae.

## Underarter
Arten delas in i följande underarter:
- A. p. guichardii
- A. p. pagesii